# Пиргово
Пиргово (болг. Пиргово) — село в Болгарии. Находится в Русенской области, входит в общину Иваново. Население составляет 1 853 человека.

## Политическая ситуация
В местном кметстве Пиргово, в состав которого входит Пиргово, должность кмета (старосты) исполняет в
Стефан Барбуков (ВМРО) по результатам выборов правления кметства.
Кмет (мэр) общины Иваново — Георги Миланов (ГЕРБ) по результатам выборов.